# Марджори Мэйн
Марджори Мэйн (англ. Marjorie Main; 24 февраля 1890, Актон, Марион, Индиана, США — 10 апреля 1975, Лос-Анджелес, США) — американская актриса, номинантка на премию «Оскар» (1947).

## Биография
Мэри Томлисон родилась в городе Эктон, в штате Индиана, а обучалась в городском колледже города Франклин, в Индиана. Мэри поменяла имя на Марджори Мэйн, потому что избегала своего отца, который был министром. Актёрскую карьеру начала с участия в водевилях, а в 1916 году состоялся её дебют на Бродвее. В кино она впервые появилась в небольшой роли в 1931 году.
Первоначально ей доставались в основном роли вдов, но позже ей стали предлагать роли властных и характерных героинь, для которых её четкий голос был очень подходящим. Ярким примером является фильм «Тупик» (1937), после которого она не раз сыграла матерей гангстеров. Сильной также стала её роль стиляги с ранчо в фильме «Женщины» (1939).
Но всё же более известной стала её роль «Мамаши Чайник», которую она первоначально сыграла в фильме «Неудачник и я» в 1947 году. За эту роль она была выдвинута на «Оскар» в номинации «Лучшая актриса второго плана». Позже она воплотила этот образ ещё в девяти фильмах.
В 1921 году актриса вышла замуж за Стэнли ЛиФевра Крэбса, брак с которым продлился до его смерти в 1935 году. В течение всей своей последующей жизни, Мэйн имела лесбийскую связь с актрисой Спринг Байинтон.
Марджори Мэйн умерла 10 апреля 1975 в Лос-Анджелесе от рака лёгких в возрасте 85 лет.

## Фильмография
- Дружеское увещевание (1956) — Вдова Хадспет
- Роз-Мари (1954) — Леди Джейн Дансток
- Длинный, длинный трейлер (1954) — Миссис Хиттавэй
- Красавица Нью-Йорка (1952) — Миссис Финис Хилл
- Летние гастроли (1950) — Исм
- Неудачник и я (1947) — «Мамаша Чайник»
- Подводное течение (1946) — Люси
- Девушки Харви (1946) — Сонора Кэсседи
- Встреть меня в Сент-Луисе (1944) — Кэти-Мэйд
- Небеса могут подождать (1943) — Миссис Стрейбл
- Ковбой с холмов (1941) — бабушка Бекки
- Лицо женщины (1941) — Эмма Кристиансдоттер
- Сьюзен и бог (1940) — Мэри Мэлони
- Черная команда (1940) — Миссис Кантрелл/Миссис Адамс
- Женщины (1939) — Люси
- Другой тонкий человек (1939) — миссис Долли
- Летчик-испытатель (1938) — Хозяйка
- Стелла Даллас (1937) — Миссис Мартин
- Тупик (1937) — Миссис Мартин
- Музыка в воздухе (1934) — Энн